# Krzysztof Roszyk
Krzysztof Roszyk, né le 20 août 1978, à Poznań, en Pologne, est un joueur polonais de basket-ball. Il évolue au poste d'ailier.